# HD142301
HD142301 — хімічно пекулярна зоря спектрального класу B8, що має видиму зоряну величину в смузі V приблизно  5,9. Вона знаходиться у сузір'ї Скорпіона й  розташована на відстані близько 455,5 світлових років від Сонця.

## Фізичні характеристики
Телескоп Гіппаркос зареєстрував фотометричну змінність  даної зорі з періодом 1,46 доби в межах від  Hmin= 5,87 до  Hmax= 5,84.

## Пекулярний хімічний склад
HD142301 належить до Хімічно пекулярних зір з пониженим вмістом гелію й в її  зоряній атмосфері спостерігається нестача He у порівнянні з його вмістом в атмосфері Сонця.

## Магнітне поле
Спектр даної зорі вказує на наявність магнітного поля у її зоряній атмосфері. Напруженість повздовжної компоненти поля оціненої з аналізу наявних ліній металів становить 2103,6± 420,0 Гаус.